# Bromwell High
Pour les articles homonymes, voir Huard.
Bromwell High (en France) ou Polyvalente Baptiste Huard (au Québec), est une série télévisée d'animation britannico-canadienne en treize épisodes de 22 minutes, créée par Richard Osman, Richard Pinto, Sharat Sardana et Anil Gupta et diffusée au Canada entre le 1er février et le 26 avril 2005 sur Teletoon et en Grande-Bretagne à partir du 19 août 2005 sur Channel 4.
La série a été doublée au Québec (en joual) et diffusée à partir du 5 mars 2005 sur Télétoon. Elle a aussi été doublée en France et diffusée à partir du 14 décembre 2005 sur Canal+ et rediffusée sur Game One.

## Synopsis
Cette série met en scène le quotidien de Bromwell High, un collège situé au sud de Londres, dans lequel se côtoient des élèves de toutes nationalités et où règne le chaos. L'établissement est dirigé par Iqbal Kandallah, un homme d'origine iranienne incompétent et peu scrupuleux, prêt à tout pour arrondir ses fins de mois.
Mais les véritables héroïnes de la série sont trois filles, Keisha Marie Christie, Latrina et Natella Tendalkar Gavaskar Srivastavah, qui imposent leur loi tandis que les enseignants se terrent dans la salle des professeurs où ils s'insultent copieusement...

## Personnages

### Personnages principaux
- Natella Tendulkar Gavaskar Srivastavah est la seule fille et la plus jeune d'une famille de douze enfants. elle est d'une grande intelligence.
- Keisha Marie Christie a une voix forte et une grande personnalité. Elle souffre d'un trouble du déficit de l'attention avec hyperactivité et aime l'activité anti-establishment et la violence physique; elle agresse souvent des gens avec peu ou pas de justification. Elle vient d'un foyer brisé, et accuse souvent la société de la traiter mal parce qu'elle est noire.
- Latrina est une pauvre fille chav qui est supposément agréable à regarder.

### Personnages secondaires
- Iqbal bin Ibrahim Maurice Kandallah
- Roger Bibby
- Martin Jackson
- Carol Jackson
- Melanie Dickson
- Mr Phillips
- Gavin Beale
- Ms Jenny Gosby

### Autres personnages
- Davis considéré comme cool et séduisant par la plupart des filles de l'école.
- Jamal est le meilleur ami de Davis, bien qu'il soit considérablement moins populaire auprès des filles. Il est aussi considérablement moins intelligent, mais moins rebelle à l'école. Latrina a mentionné qu'elle le ferait avec Jamal.
- T'Shawn
- Aisha
- Belisha
- Kylie est une fille timide avec des cheveux rouge vif et un mauvais acné. Elle est impopulaire auprès des autres étudiants et est harcelée sans cesse par Keisha, Aisha, Belisha et beaucoup de professeurs.
- Leonora est une représentante de la LEA (Iqbal croit que cela est une organisation secrète, et que son nom est Pussy Aplenty).

## Épisodes
1. Tolérance (Tolerance)
2. Police Story (Police Story)
3. Amoureuse (Keisha's in Love)
4. Plus de profs (No More Teachers)
5. Incendiaire (Fire Drill)
6. Saint-Valentin (Valentine's Day)
7. Boîte privée (Goodbye Mr. Crisps)
8. Baby Boom (Baby Boom)
9. L'Inspectrice (Sack Race)
10. Surveillante (Prefect)
11. Poulets (Natella Takes Charge)
12. Théâtre (Drama Queen)
13. Les Bonbons (Sweets)

## Voix

### Doublage québécois
- Aline Pinsonneault : Latrina
- Manuel Tadros : Iqbal Kandallah
- Carole Chatel : Mme Janson (Carol Jackson)
- Élisabeth Lenormand : Natella Tendalkar Gavaskar Srivastavah
- Jean-Jacques Lamothe : Martin Jackson
- Lorna Gordon : Keisha Marie Christie

 Source et légende : version québécoise (VQ) sur Doublage.qc.ca

### Doublage français
- Sauvane Delanoë - Natella
- Ariane Aggiage - Latrina
- Stéphanie Lafforgue - Keisha
- Serge Faliu - Martin Jackson
- Marie Zidi - Miss Jackson
- Christine Bellier - Melanie Dickson
- Denis Boileau - Gavin Beale
- Gérard Surugue - M. Phillips
- Bérangère Jean - Kylie
- Patrick Messe - Iqbal Kandallah
- Stéphane Pouplard - Carter
- Thierry Wermuth - Steve
- Jean-Claude Donda - Roger Bibby
- Delphine Braillon - Brianna
- Yves-Henri Salerne - Terry

 Source et légende : version française (VF) sur RS Doublage